# Nymphaea atrans
Nymphaea atrans är en näckrosväxtart som beskrevs av Surrey Wilfrid Laurance Jacobs. Nymphaea atrans ingår i släktet vita näckrosor, och familjen näckrosväxter. Inga underarter finns listade i Catalogue of Life.